# 贡纳尔·贝尔格
贡纳尔·贝尔格（挪威語：Gunnar Berge，1940年8月29日—），挪威工党，曾任挪威财政部长、挪威石油局局长，是挪威诺贝尔委员会主席。